# ماستر موهان لال
ماستر موهان لال هو سياسي هندي، ولد في 1935. نشط حزبياً في حزب بهاراتيا جاناتا. وقد انتخب Member of the Punjab Legislative Assembly ‏.